# Denise Ho
Denise Ho Wan-See (Hong Kong, 10 de mayo de 1977), también conocida como Denise Ho, o HOCC, es una cantante, actriz, militante LGBT hongkonesa de cantopop comprometida con el activismo a favor de la democracia. Fue destacada por ello entre las 100 mujeres relevantes de 2016 por la BBC.

## Carrera
Denise Ho nació en Hong Kong y estudió en Canadá, en el "Diocesan Girls' Junior School, Hong Kong". Emigró junto con su familia a Montreal, provincia de Quebec, a la edad de 11 años. Estudió y se graduó de la Escuela Secundaria (Grado 7 a 11) en el "Colegio Jean de la Mennais" y más adelante en el "Collège Jean-de-Brébeuf", en las carreras de Artes y Comunicaciones. Su carrera musical se inició a partir de 1996, después de que ella ganó en el "15th New Talent Singing Awards". Su victoria no solo le valió para firmar un contrato para entrar a los estudios de grabación de "Capital Artists Limited" (華 星 唱片), sino también tuvo la oportunidad de convertirse en la única aprendiz femenina, de su ídolo favorita desde su infancia, Anita Mui. Su primer EP debut llegó 5 años después de su victoria. Después de esperar, acompañó en la gira de Anita Mui como cantante de apoyo y organizó varios programas de televisión producidos por TVB.
En 2016 fue destacada por la BBC como persona relevante e influyente del año por su activismo en favor de la democracia "cuya franqueza le ha valido la adoración de los aficionados y ha enfurecido a los gobernantes comunistas de China" se señala en su referencia.

## Discografía
- 2001 – first. (EP)
- 2002 – hocc² (EP)
- 2002 – free {love}
- 2003 – Roundup (Compilation)
- 2003 – Music is Live 03 Andy Hui X Denise Ho (許志安 X 何韻詩 2人交叉組合拉闊03) (Live Album)
- 2003 – Dress Me Up!
- 2004 – The Best of HOCC (Compilation)
- 2005 – Glamorous (艷光四射)
- 2005 – Butterfly Lovers (梁祝下世傳奇)
- 2006 – Our Time Has Come (EP)
- 2006 – HOCC – The Greatest Hits (最愛 何韻詩) (Compilation)
- 2007 – We Stand As One (Single)
- 2007 – HOCC Live in Unity 2006 (HOCC Live in Unity 2006 演唱會) (Live Album)
- 2007 – What Really Matters
- 2008 – Goomusic Collection 2004–2008 (Compilation)
- 2008 – Ten Days in the Madhouse
- 2009 – Heroes
- 2009 – HOCC Supergoo Live 2009 (HOCC Supergoo Live 2009 演唱會) (Live Album)
- 2010 – Poem and Nonsense 詩與胡說 (Single)
- 2010 – Unnamed.Poem 無名．詩 (Debut Mandarin Album)
- 2011 – Green (Single)
- 2011 – Awakening
- 2012 – Awakening (Mandarin Version)
- 2012 – All is Fair 無臉人 (Single with Bonus Track of English Version)
- 2013 – Coexistence 共存 (Mandarin Album)
- 2013 – Recollections (Cover Album)
- 2014 – Memento Live 2013 Concert (Live Album)

### Canciones
The following are songs which have not appeared on any of Denise Ho's albums:
- 2003 – Fiery Fire (火紅火熱) (Miriam Yeung/Edmond Leung/Ronald Cheng/Denise Ho)
  - From Ronald Cheng's album – 唔該， 救救我 "火紅火熱"版 (Please Help!!! – 2 AVCD Version)
- 2005 – I Am The Present (我是現在)
  - From the Seoul Raiders Original Soundtrack
- 2009 – Shameless Love (愛無愧)
  - Title Song from The Beauty of the Game

### VCDs
- 2003 – Music is Live 03 Andy Hui X Denise Ho (許志安 X 何韻詩 2人交叉組合拉闊03)
- 2005 – Good Morning! Manhattan (早安啊! 曼克頓)
- 2005 – Butterfly Lovers – The Musical (梁祝下世傳奇 舞台劇)
- 2007 – HOCC Live in Unity 2006 – We Stand As One 演唱會 Live Karaoke

### DVD
- 2003 – Music is Live 03 Andy Hui X Denise Ho (許志安 X 何韻詩 2人交叉組合拉闊03)
- 2005 – Butterfly Lovers – The Musical (梁祝下世傳奇 舞台劇)
- 2007 – HOCC Live in Unity 2006 – We Stand As One 演唱會 Live Karaoke
- 2007 – Small Matters
- 2008 – The Decameron (十日談)
- 2009 – "Happiness is Free" Live (快樂是免費的 音樂會)
- 2009 – HOCC Supergoo Live 2009 Karaoke
- 2010 – HOCC Homecoming Live 2010
- 2012 – Awakening Documentary
- 2014 – Memento Live 2013 Concert

## Comerciales
- Ericsson R310sc (with Andy Lau): View
- Neutrogena: View (2002)
- Budweiser (2004)
- Pepsi
- Sony Walkman A Series (2006)
- Motorola Ming A1200 (2006)
- Mcdonald Dip Dip McNuggets view (2009)
- Levi's Curve ID view (2010)
- Ultimate Ears (2010)
- Levi's Roadwear  (2010)
- Millie's Autumn/Winter Collection view (2012)
- Diesel's The Power of D view (2013)